# Грејт Медоус-Вајена
Грејт Медоус-Вајена (енгл. Great Meadows-Vienna) град је у америчкој савезној држави Њу Џерзи.

## Демографија
По попису из 2000. године број становника је 1.264.
| Група             | 2000.         | 2010.    |
| Белци             | 1.207 (95,5%) | 0 (0,0%) |
| Афроамериканци    | 10 (0,8%)     | 0 (0,0%) |
| Азијати           | 12 (0,9%)     | 0 (0,0%) |
| Хиспаноамериканци | 15 (1,2%)     | 0 (0,0%) |
| Укупно            | 1.264         | 0        |